# Montaje de calle Rivadavia 6674
El montaje de Rivadavia 6674 fue un operativo conjunto entre Carabineros de Chile, la Policía de Investigaciones de Chile y el Central Nacional de Informaciones que tuvo como propósito la ejecución de los militantes del MIR María Verónica Cienfuegos y Sergio Flores, que vivían de forma clandestina en Chile el 11 de diciembre de 1981. Las muertes de ambos se hicieron pasar por un falso enfrentamiento entre los dos miristas y los agentes de seguridad y el operativo fue filmado por la CNI.

## Víctimas
- María Verónica Cienfuegos Cavieres, de 28 años. Militante del MIR, vivía de forma clandestina en Chile.

- Sergio Gabriel Flores Durán, de 29 años. Militante del MIR, vivía de forma clandestina en Chile.

## Operativo policial
De acuerdo a la versión oficial de los hechos que difundió la DINACOS, el 11 de diciembre de 1981 se realizaron operativos policiales entre la CNI, Carabineros y la Policía de Investigaciones tras la muerte de tres funcionarios de Investigaciones de Chile, se produjo un enfrentamiento con militantes del MIR en calle Rivadavia 6674, en la comuna de San Ramón, donde mueren los dos miristas, que además eran seguidos por agentes de seguridad desde hace un tiempo, además de vigilar la casa donde vivían, por lo que pudieron detenerlos sin necesidad de darles muerte.
El operativo policial fue calificado por los familiares de María Verónica Cienfuegos y Sergio Flores de desproporcionado por la gran cantidad de agentes de seguridad desplegados en la zona y por la difusión de la filmación realizada por la CNI en los medios de comunicación de la época.

## Informe Rettig
El Informe Rettig se refiere a este falso enfrentamiento de la siguiente manera:
El 11 de diciembre de 1981 fallecieron Sergio Gabriel FLORES DURAN, de 29 años, dirigente de la Fuerza Central del MIR, quien vivía de forma clandestina en Chile y María Verónica CIENFUEGOS CAVIERES, de 28 años, militante del MIR.
La versión oficial sobre los hechos, difundida por DINACOS, señala que el día antes indicado, a raíz de la muerte de tres funcionarios de Investigaciones de Chile, se produjo un enfrentamiento con militantes del MIR en calle Rivadavia N° 6674, comuna de San Joaquín, a consecuencias del cual fallecieron las víctimas.
De las declaraciones de testigos y otros antecedentes reunidos por esta Comisión, parece que Sergio Flores y María Cienfuegos eran perseguidos desde hace un tiempo por agentes de seguridad, quienes tenían permanentemente controlado el inmueble que habitaban, por lo que podrían haberlos detenido sin necesidad de darles muerte. Por el contrario, la forma del operativo planeado contra ellos, con un numeroso personal de la CNI, Carabineros e Investigaciones con el apoyo de dos helicópteros, el cual fue además filmado, indica que su objetivo no era la detención de Sergio Flores y María Cienfuegos, sino darles muerte.
La Comisión, considerando lo anterior, ha llegado a la convicción de que ambos fueron ejecutados, en violación de sus derechos humanos.

## Reseña periodística
- El programa Informe Especial de TVN reseñó el 12 de septiembre de 2015 este montaje, entrevistando a la hija de María Verónica Cienfuegos, Silvana Fuentes.

- En 2013 el programa Chile, las imágenes prohibidas de Chilevisión reseñó en su último episodio este montaje.

## Traslado de los restos de María Verónica Cienfuegos
El 23 de agosto de 2003, 22 años después, la Agrupación de Familiares de Ejecutados Políticos trasladó los restos de María Verónica Cienfuegos al Memorial a las víctimas del Cementerio Central de Santiago, junto con los restos de Federico Álvarez, Fernando Vergara, Ofelia Villarroel y Rodrigo Rojas de Negri.